# 光明寺敬子
光明寺 敬子（こうみょうじ けいこ、1964年9月26日 - ）は、日本の女優、声優、演出家。愛知県一宮市出身。声の劇団イマージュ代表。演出家・劇作家としての名義は小乃 立都（おの りっつ）。

## 来歴
放送大学教養学部卒業。以前は汐路章事務所に所属していた。
宝田芸術学院で演技を学び、1985年の『クララ白書 少女隊PHOON』が映画デビュー作。
演出家の大西桂太と出会い、声の劇団イマージュの旗揚げに参加し、声優業を開始。2000年4月から同劇団の代表。

## 人物
資格は普通自動車免許。趣味はクラシックバレエ、ジャズダンス。

## 出演作品

### テレビアニメ
1998年
- よいこ（松村）

1999年
- 神風怪盗ジャンヌ（ストーンの妻）
- 金田一少年の事件簿（社冬美の母、母親）
- 仙界伝 封神演義（幼少（伯邑考））

2000年
- ストレンジドーン（デューラ、村人）
- デジモンアドベンチャー02（火田富美子）

2001年
- フルーツバスケット（透の叔母）
- おジャ魔女どれみシリーズ（2001年 - 2002年、おばあさん、シェフ魔女、マジョクロス、お手玉のおばあさん） - 2シリーズ
- 十二国記（六太の母）

2007年
- いただきます ごちそうさま（おばあちゃん）
- やっとかめ探偵団（吉川常）

2009年
- ご姉弟物語（渡部ちか子）

2011年
- 名探偵コナン（2011年 - 2022年、虻川舟江、須坂衛子、香織の母、八方時枝、近場休子）

2012年
- 織田信奈の野望（ナレーション）

2013年
- 石田とあさくら（メイド喫茶店長）

2015年
- クレヨンしんちゃん（2015年 - 2017年、事務員、スーパーの販売員）

2018年
- パズドラ（2018年 - 2025年、肉屋さん）

### OVA
- With You 〜みつめていたい〜（2000年、店のおばさん）
- 華ヤカ哉、我ガ一族 キネトグラフ（2012年、江川千富[5]）

### ゲーム
- ディジタル・ホームズ（2001年、エド・カートライト）
- おジャ魔女どれみドッカ〜ン!にじいろパラダイス（2002年、マジョクロス）
- すい〜とし〜ずん（2005年、嘉禄眞二）
- エーテルの砂時計 -ANGEL TIME-（2006年、貝念小百合）
- 大奥記（2008年、望春院）
- 華ヤカ哉、我ガ一族（2010年、江川千富）
  - 華ヤカ哉、我ガ一族 キネマモザイク（2011年、江川千富）
  - 華ヤカ哉、我ガ一族 黄昏ポウラスタ（2013年、江川千富）
  - 華ヤカ哉、我ガ一族 モダンノスタルジィ（2014年、江川千富[6]）

### ドラマCD
- グレネーダー 〜ほほえみの閃士〜（みかんの母）
- 華ヤカ哉、我ガ一族 シリーズ（江川千富）
  - 華ヤカ哉、我ガ一族 ドラマCD 「賑わいませう、星降る聖夜に」
  - 華ヤカ哉、我ガ一族 キネマモザイク ドラマCD 〜宮ノ杜とらぶる〜

### 吹き替え

#### 映画
- アルナーチャラム 踊るスーパースター
- ザ・ハンガー プレミアムII（“夜の開花” ヴィヴィカ）
- ジャスミンの花開く（傑の母）
- パッション・フィッシュ（アンジェラ・バセット）

#### ドラマ
- 恋歌（ヤン・クムソク）
- 聖石傳説〜英雄伝（毒蠍女、陰無獨）
- 裸足の青春（サンテク）

### ラジオCM
- メモリードライフ 葬儀保険
- ワコール 2016（清少納言の語り）

### 舞台
- オセロー（エミリア）
- 酒鬼の詩
- 青桐よ ありがとう（沼田鈴子）
- Back Stage（女優A）
- 母の詩　愛の歌（佐藤愛子）

### 映画
- クララ白書 少女隊PHOON（1985年）

### テレビドラマ
- 禁じられたマリコ（1985年）

### その他コンテンツ
- 大鵬薬品工業 小林英雄物語（ナレーション）
- NBA全国バレエコンクール 他（バレエ関係アナウンス・ナレーション）

## 脚本・演出
- この子はいらない（1999年） - 脚本
- 彼と彼女たちの事情（2002年） - 作
- 橋の下（2003年） - 作
- あの青空を忘れない（2004年） - 作
- 自由症候群2008（2008年） - 脚色
- RATS（2009年） - 改訂・演出
- 母の詩 愛の詩（2017年） - 改訂
- 饗宴  地獄篇・サロメの乳母の話（2019年） - 改訂
- あの青空を忘れない（2020年） - 作